# Пайдак, Антоний
Анто́ний Па́йдак (пол. Antoni Pajdak; 7 декабря 1894, Бискупице — 20 марта 1988, Варшава) — польский социалист, участник вооружённой борьбы за независимость, командир Рабочей милиции PPS—WRN в годы Второй мировой войны. Член внутрипольской структуры Польского правительства в изгнании. Осуждён по Процессу шестнадцати. В ПНР — диссидент, противник режима ПОРП. Соучредитель Комитета защиты рабочих и Движения защиты прав человека и гражданина, активный сторонник движения Солидарность.

## Происхождение
Родился в рабочей семье. Юзеф Пайдак-старший в молодости был крестьянином, затем шахтёром, состоял в Социал-демократической партии. Под влиянием отца к социалистическому движению примкнул и Антоний Пайдак.
В 1910 году Антоний Пайдак вступил в Союз активной борьбы, через два года — в Стрелецкий союз.

## Польский легионер
С августа 1914 Пайдак служил в Польских легионах Юзефа Пилсудского. Участвовал в Первой мировой войне на стороне Австро-Венгрии. При этом отказывался приносить австро-венгерскую присягу, поскольку считал, что ведёт войну не за империю, а за Польшу.
С февраля 1917 — активист Польской военной организации в Люблине. Был арестован властями как агент польских националистов, несколько недель находился в тюрьме, затем вернулся в строй. По подозрению в нелояльности переведён на Итальянский фронт, подальше от Польши.

## Госслужащий и адвокат
Вернулся в Польшу в 1919. Вступил в Польскую социалистическую партию. Некоторое время учился в краковской Академии экономики, затем на юридическом факультете Ягеллонского университета. Работал на военном заводе. В июле 1920 снова добровольцем ушёл в армию, но не принимал участия в польско-советской войне. Демобилизовался в ноябре 1920. Окончил Ягеллонский университет. В 1922 получил степени кандидата юридических наук.
В 1920-х служил в госаппарате. В 1928—1930 — администратор Радомско. В 1930-х — известный адвокат, специализировался на политических процессах, защищал активистов левой оппозиции. В мае 1939 был избран вице-президентом Кракова, но не успел проявиться в должности из-за начала Второй мировой войны.

## Война и репрессии
В период нацистской оккупации Антоний Пайдак был видным деятелем социалистической части подполья. Состоял в PPS—WRN, командовал Рабочей милицией. Являлся одним из ближайших соратников лидера PPS—WRN Казимежа Пужака. Носил подпольные псевдонимы Traugutt и Okrzejski
С 1943 — заместитель представителя Польского правительства в изгнании, с 1944 был членом внутрипольской части правительства.
27 марта 1945 в составе группы руководителей PPS—WRN был арестован в Прушкуве советскими органами госбезопасности и доставлен в Москву. Осуждён по Процессу шестнадцати на 5 лет заключения. После отбытия срока был сослан в Красноярский край, работал лесорубом. Вернулся в Польшу только в 1955.
Жена Антония Пайдака — Янина Пайдак — 3 ноября 1947 была арестована польской коммунистической госбезопасностью и через три недели погибла в тюрьме (по официальной версии, выбросилась из окна). 5 ноября 1947 была арестована дочь — Веслава Пайдак. Она находилась в заключении до 1953.
19 апреля 1990 года пленум Верховного суда СССР отменил приговоры по «Процессу шестнадцати», тем самым реабилитировав Пайдака.

## Диссидент-социалист
С 1956 по 1968 Пайдак работал адвокатом и юрисконсультом издательства в Варшаве. Проявлял оппозиционную активность, конфликтовал с правящей ПОРП.
В 1972 вместе с другими легионерами направил письмо премьер-министру ПНР Петру Ярошевичу с требованием объективной оценки истории Польских легионов. В декабре 1975 подписал «Письмо 59-ти» с протестом против внесения в Конституцию ПНР статей о руководящей роли ПОРП и дружбе с СССР и с требованием гражданско-политических свобод.
В сентябре 1976 Антоний Пайдак стал соучредителем Комитета защиты рабочих (KOR), в марте 1977 — Движения защиты прав человека и гражданина (ROPCiO). Эти диссидентские организации существенно различались: в первом доминировали социалистические и либеральные тенденции, во втором национально-консервативные. Характерно, что из ROPCiO Пайдак вышел вскоре после основания.
В 1980—1981 Антоний Пайдак активно поддерживал движение Солидарность. 10 марта 1981, будучи 86-летним, он подвергся нападению «неизвестных лиц» (nieznani sprawcy — как правило, агенты СБ), был жестоко избит, но в драке оказывал сопротивление. Публично протестовал против репрессий в отношении активистов «Солидарности» в 1983.
Скончался Антоний Пайдак в марте 1988 года — буквально за месяц до забастовочной волны, приведшей в конечном итоге к падению режима ПОРП.

## Награды и память
Антоний Пайдак был неоднократно награждён за боевые и гражданские заслуги. Награждения исходили от властей Второй Речи Посполитой, Польского правительства в изгнании, посмертно — от президента Третьей Речи Посполитой Леха Качиньского.
Именем Антония Пайдака названы улицы в Варшаве, Кракове и Радомско, а также публичная библиотека в гмине Бискупице. В его родном селе установлен бюст.